# Stig-Göran Myntti
Stig-Göran Myntti   (Malax, 6 d'agost de 1925 - 28 de febrer de 2020) fou un futbolista finlandès de la dècada de 1950. També fou jugador de bandy.
Fou 61 cops internacional amb la selecció finlandesa amb la qual participà en els Jocs Olímpics de 1952.
Pel que fa a clubs, destacà a Vasa IFK i RU-38.